# 주입정

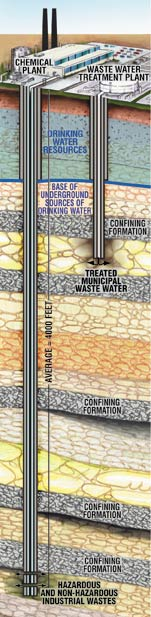
유해 폐수, 산업 폐수, 일반 폐수 등의 배출을 위해 사용되는 심층 주입정의 예시

주입정(注入井, injection well)은 사암이나 석회암과 같은 다공성 암반 성상, 또는 얕은 토양 층 안쪽이나 더 깊이 주입하기 위해 쓰이는 기계이다. 액체는 물, 폐수, 고염수, 산업 화학폐기물과 섞인 물 등이 될 수 있다. 지하수량을 증진하는 인공함양, 주입시험 등에 이용된다. 지열 발전에서 열이 추출된 물을 다시 가열하는 용도나, 석유와 천연가스 생산을 늘리기 위한 목적으로도 사용될 수 있다. 주입정은 인공지진의 한 원인이 될 수 있다.